# Kingersheim

Kingersheim este o comună în departamentul Haut-Rhin din estul Franței. În 2009 avea o populație de 12.949 de locuitori.

## Evoluția populației
| An        | 1975  | 1982  | 1990   | 1999   | 2006   | 2009   |
| --------- | ----- | ----- | ------ | ------ | ------ | ------ |
| Populație | 7.928 | 9.655 | 11.258 | 11.961 | 13.154 | 12.949 |